# OFC Futsal Championship 2011
L'ottavo OFC Futsal Championship si è disputato dal 16 maggio al 20 maggio 2011 a Suva nelle isole Figi presso la Vodafone Arena. È considerato l'ottavo campionato continentale dell'Oceania per formazioni nazionali di calcio a 5, e chi lo vincerà avrà diritto a disputare il FIFA Futsal World Cup 2012.
A vincere il torneo per il quarto anno consecutivo sono state le Isole Salomone che hanno battuto in finale Tahiti 6 a 4.

## Risultati

### Girone A
| Squadra       | Pti | G | V | N | P | GF | GS | DR  |
| ------------- | --- | - | - | - | - | -- | -- | --- |
| Nuova Zelanda | 7   | 3 | 2 | 1 | 0 | 31 | 9  | +22 |
| Vanuatu       | 6   | 3 | 2 | 0 | 1 | 18 | 10 | +8  |
| Figi          | 4   | 3 | 1 | 1 | 1 | 28 | 12 | +16 |
| Kiribati      | 0   | 3 | 0 | 0 | 3 | 6  | 52 | -46 |

| Suva 16 maggio 2011 | Figi | 4 – 4 | Nuova Zelanda | Vodafone Arena |

| Suva 16 maggio 2011 | Vanuatu | 9 – 2 | Kiribati | Vodafone Arena |

| Suva 17 maggio 2011 | Figi | 2 – 5 | Vanuatu | Vodafone Arena |

| Suva 17 maggio 2011 | Kiribati | 1 – 21 | Nuova Zelanda | Vodafone Arena |

| Suva 18 maggio 2011 | Vanuatu | 4 – 6 | Nuova Zelanda | Vodafone Arena |

| Suva 18 maggio 2011 | Figi | 22 – 3 | Kiribati | Vodafone Arena |

### Girone B
| Squadra         | Pti | G | V | N | P | GF | GS | DR  |
| --------------- | --- | - | - | - | - | -- | -- | --- |
| Isole Salomone  | 9   | 3 | 3 | 0 | 0 | 30 | 5  | +25 |
| Tahiti          | 4   | 3 | 1 | 1 | 1 | 8  | 3  | +5  |
| Nuova Caledonia | 4   | 3 | 1 | 1 | 1 | 18 | 16 | +2  |
| Tuvalu          | 0   | 3 | 0 | 0 | 3 | 1  | 33 | -32 |

| Suva 16 maggio 2011 | Isole Salomone | 16 – 0 | Tuvalu | Vodafone Arena |

| Suva 16 maggio 2011 | Tahiti | 2 – 2 | Nuova Caledonia | Vodafone Arena |

| Suva 17 maggio 2011 | Nuova Caledonia | 5 – 13 | Isole Salomone | Vodafone Arena |

| Suva 17 maggio 2011 | Tuvalu | 0 – 6 | Tahiti | Vodafone Arena |

| Suva 18 maggio 2011 | Tahiti | 0 – 1 | Isole Salomone | Vodafone Arena |

| Suva 18 maggio 2011 | Tuvalu | 1 – 11 | Nuova Caledonia | Vodafone Arena |

## Fase finale

### Finale 7º-8º posto
| Suva 19 maggio 2011 | Tuvalu | 3 – 2 | Kiribati | Vodafone Arena |

### Finale 5º-6º posto
| Suva 19 maggio 2011 | Nuova Caledonia | 6 – 8 | Figi | Vodafone Arena |

### Semifinali
| Suva 19 maggio 2011                          | Nuova Zelanda        | 3 – 3 (d.t.s.) | Tahiti | Vodafone Arena |
| \| \| \| \| \| \| Tiri di rigore 3 – 4 \| \| |                      |                |        |                |
|                                              |                      |                |        |                |
|                                              | Tiri di rigore 3 – 4 |                |        |                |

| Suva 19 maggio 2011 | Isole Salomone | 13 – 1 | Vanuatu | Vodafone Arena |

### Finale 3º-4º posto
| Suva 20 maggio 2011                          | Nuova Zelanda        | 1 – 1 (d.t.s.) | Vanuatu | Vodafone Arena |
| \| \| \| \| \| \| Tiri di rigore 5 – 4 \| \| |                      |                |         |                |
|                                              |                      |                |         |                |
|                                              | Tiri di rigore 5 – 4 |                |         |                |

### Finale
| Suva 20 maggio 2011 | Tahiti | 4 – 6 | Isole Salomone | Vodafone Arena |

## Classifica finale
| Pos. | Squadra         |
| ---- | --------------- |
| 1    | Isole Salomone  |
| 2    | Tahiti          |
| 3    | Nuova Zelanda   |
| 4    | Vanuatu         |
| 5    | Figi            |
| 6    | Nuova Caledonia |
| 7    | Tuvalu          |
| 8    | Kiribati        |

| Qualificata per il FIFA Futsal World Cup 2012 |